# Mahanagar Telephone Nigam
Mahanagar Telephone Nigam Limited — державна публічна індійська телекомунікаційна компанія, що забезпечує телефонний зв'язок у містах Мумбаї, Тхане, Наві-Мумбаї і Делі, до 1992 року діяла як єдина монополія. Mahanagar Telephone Limited була заснована 1 квітня 1986 року урядом Індії з метою покращити якість телекомунікаційного сервісу, розширити телеком-мережу та ввести нові служби..